# Chercea

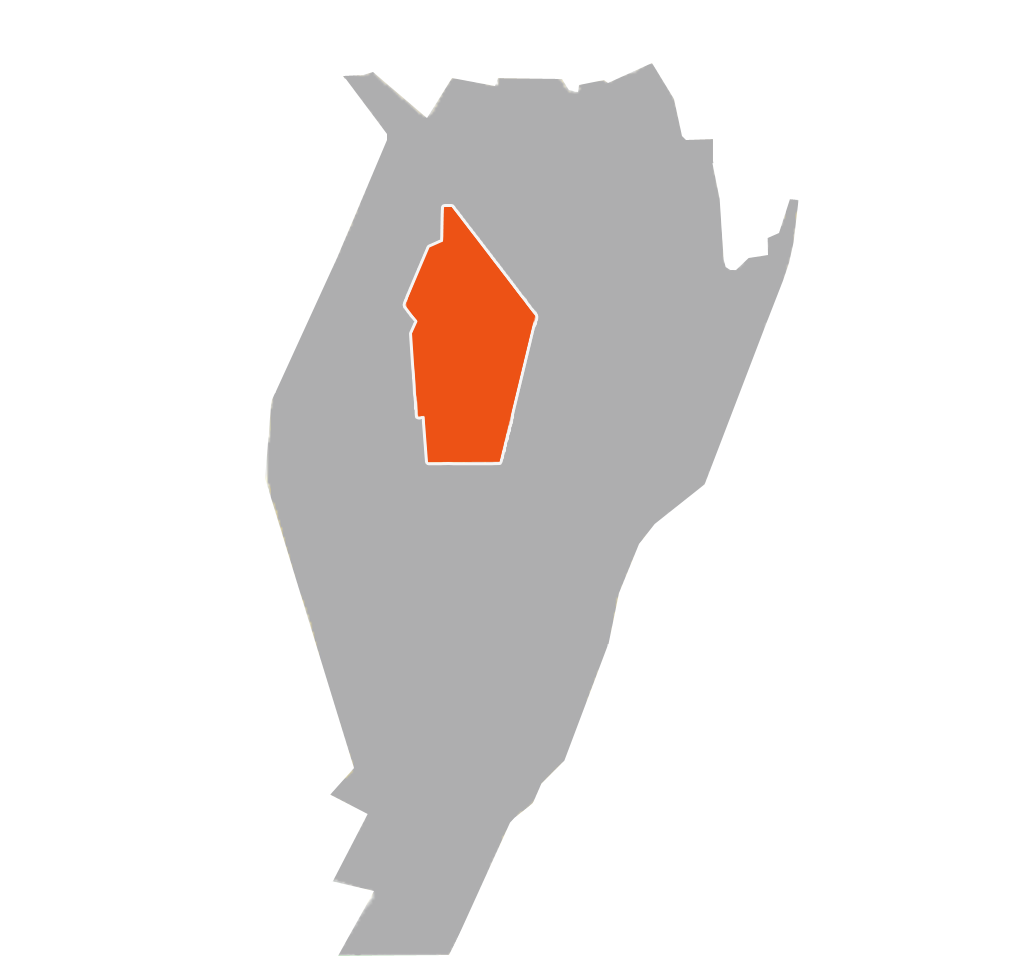
Chercea pe harta Brăilei

Cartierul Chercea este cel mai mare cartier al Brăilei, purtând numele lui Nedelcu P. Chercea, fondatorul acestui cartier. Zonele prin care se poate ajunge în cartier sunt: Șoseaua Focșani, Șoseaua Râmnicu Sărat, Șoseaua Baldovinești, traversarea podului de la singura gară a Brăilei. Principalele artere ale cartierului sunt: Comuna din Paris și Șoseaua Focșani. Este cel mai vechi cartier al orașului, existând din secolul al XIX-lea. Aici se află biserica „Sfântul Mina”, în subsolul căreia se află busturile a doi cetățeni de vază ai Brăilei – Nedelcu și Ana Chercea – realizate de sculptorul Frederic Storck în 1928. În fața bisericii se află un monument executat de C.Vinarette în 1936, în memoria eroilor din primul război mondial.

## Istoric
Din documentele existente în arhivele statului filiala Brăila, reiese că numele actualului cartier a fost acela Islaz. Astfel în anul 1885 orașul Brăila s-a întregit cu comuna rurală Islaz care cuprindea gara și oborul de vite. Peste câtva timp, în 1890, la această comună au fost integrate cătunele Piscu și Comorofca.
După primul război mondial așezarea își schimbă denumirea în aceea de Vatra Veche. La data de 1 aprilie 1923 a devenit comună rurală de sine stătătoare primind numele de Nedelcu Chercea, în cinstea proprietarului și filantropului cu același nume născut în această comună în anul 1857.
Prin decretul nr. 323/1939 localitatea Nedelcu Chercea a devenit comună suburbană a mun. Brăila, iar după instaurarea regimului comunist în 1953 devine cartierul 1 Mai ca parte componentă a municipiului Brăila.
După Revoluția din 1989, cartierul și-a recăpătat denumirea Chercea.

## Instituții de învățământ
Până la construirea primei scoli noi – actuala Școală Generală nr.24 (ridicata in 1962) în cartierul Nedelcu Chercea funcționau doar doua școli elementare: Școala Elementară nr.1 (actuala Școală Generală nr.13), construită în 1928 de filantropul care a dat și numele cartierului și Școala Elementară Mixtă nr.2 din str. Cuza Vodă nr.19 (actuala Școală nr.22 - clădirea veche).
Din anul 1956 denumirea celor două școli s-a schimbat, ele fiind integrate în rândul școlilor din orașul Brăila, astfel Școala nr.1 a devenit nr.13 care în prezent se numește Școala “Nedelcu Chercea“, iar Școala nr.2 a devenit Școala nr. 22, ambele fiind “scoli de 7 ani“, iar din 1962 “scoli de 8 ani “.

Regăsim astăzi următoarele școli:
- Școala Generală “Nedelcu Chercea“
- Școala Generală nr. 22
- Școala Generală nr. 24

## Nomenclatorul străzilor din cartier
Cartierul Chercea are în componență sa 138 de străzi dintr-un total de 512 care există în municipiul Braila.